# Keresztély
A Keresztély férfinév a latin Christianus név régi magyar alakja, jelentése: Krisztushoz tartozó, keresztény.

## Rokon nevek
- Keresztes:[1] a Keresztély régi magyar származéka.[2]

Krisztián

## Gyakorisága
Az 1990-es években a Keresztély és a Keresztes szórványos név, a 2000-es években nem szerepelnek a 100 leggyakoribb férfinév között.

## Névnapok
Keresztély, Keresztes
- április 3.[2]
- július 27.[2]
- november 12.[2]
- december 20.[2]

## Híres Keresztélyek, Keresztesek

### Dán királyok
- I. Keresztély (1448–1481)
- II. Keresztély (1513–1523)
- III. Keresztély (1534–1559)
- IV. Keresztély (1588–1648)
- V. Keresztély (1670–1699)
- VI. Keresztély (1730–1746)
- VII. Keresztély (1766–1808)
- VIII. Keresztély (1839–1848)
- IX. Keresztély (1863–1906)
- X. Keresztély (1912–1947)

### Egyéb Keresztélyek
- Adolphi Mihály Keresztély pedagógus
- Augustini (ab Hortis) Keresztély orvos
- Berénts Keresztély pap
- Chernel Keresztély orvos
- Lelbach Keresztély (1860-1934) Nagyatádi uradalom birtokosa 1905-től haláláig.